# Винер, Самуил Еремеевич
Самуил Еремеевич Винер (1860, Борисов, Минская губерния — 30 января 1929, Ментона, Франция) — библиограф
, библиофил и востоковед. Работал над полной библиографией книг, напечатанных на иврите и идише.

## Биография
Родился в семье главы местной иешивы. Получил религиозное еврейское образование. С детства проявлял интерес к библиографической работе. В возрасте десяти лет составил каталог религиозных текстов библиотеки отца, затем – каталоги библиотек местных синагог.

В 1887 был приглашен Императорской Академией Наук в Петербурге для систематизации и описания еврейского книгохранилища в Азиатском музее. Внёс огромный вклад в составление коллекции известного мецената М.Л.Фридлянда, подаренную им этому музею. В 1892 приступил к изданию научного каталога, последний том которого вышел в 1936. Большую ценность представляет его предисловие к 8-томному каталогу еврейских книг, хранившихся в Азиатском музее. 

Был известен, как собиратель еврейских изданий: к 1909 его библиотека содержала 10 тысяч наименований (в т.ч. листовки на иврите и идише). Эта коллекция и вся его библиотека является ныне частью Любавичской библиотеки (Нью-Йорк). Работал над полной библиографией книг, напечатанных на иврите и идиш. 

В 1925 уехал в научную командировку во Францию и Германию. Жил на юге Франции.